# Angelbach (Gemeinde Bad Großpertholz)
Angelbach ist eine Ortschaft und eine Katastralgemeinde der Gemeinde Bad Großpertholz im Bezirk Gmünd in Niederösterreich  mit 118 Einwohnern (Stand 1. Jänner 2024).

## Geografie
Das Dorf liegt nordwestlich von Bad Großpertholz an der rechten Seite der Lainsitz. Zur Ortschaft zählen weiters die Rotte Fischbach und die Streusiedlung Osang.
Am 1. April 2020 umfasste die Ortschaft 53 Adressen.

## Geschichte
Im Jahr 1822 wurde der Ort als Dorf mit 39 Häusern genannt, das nach Harmanschlag eingepfarrt war, wohin auch die Kinder eingeschult wurden. Die Herrschaft Großpertholz besaß die Ortsobrigkeit und besorgte die Konskription. Die Herrschaft Weitra übte die Landgerichtsbarkeit aus. Laut Adressbuch von Österreich waren im Jahr 1938 in Angelbach ein Gemischtwarenhändler, ein Trafikant und mehrere Landwirte ansässig. Den Schwerpunkt bildete jedoch das Glashandwerk mit mehreren kleinen Betrieben und der Waldviertler Glasschleifer reg. Gen. mbH.
Gegen Ende des Zweiten Weltkrieges wurden in Angelbach ungarische Juden zwangsweise zum Straßenbau und zur Regulierung der Lainsitz eingesetzt.

## Siedlungsentwicklung
Zum Jahreswechsel 1979/1980 befanden sich in der Katastralgemeinde Angelbach insgesamt 51 Bauflächen mit 14.899 m² und 15 Gärten auf 2.711 m², 1989/1990 waren es 50 Bauflächen. 1999/2000 war die Zahl der Bauflächen auf 143 angewachsen und 2009/2010 waren es 112 Gebäude auf 198 Bauflächen.

## Landwirtschaft
Die Katastralgemeinde ist landwirtschaftlich geprägt. 202 Hektar wurden zum Jahreswechsel 1979/1980 landwirtschaftlich genutzt und 238 Hektar waren forstwirtschaftlich geführte Waldflächen. 1999/2000 wurde auf 137 Hektar Landwirtschaft betrieben und 300 Hektar waren als forstwirtschaftlich genutzte Flächen ausgewiesen. Ende 2018 waren 119 Hektar als landwirtschaftliche Flächen genutzt und Forstwirtschaft wurde auf 304 Hektar betrieben. Die durchschnittliche Bodenklimazahl von Angelbach beträgt 16 (Stand 2010).